# Trefork
Treforken er et spyd med tre spidser som en gaffel. Treforken blev brugt til militære formål og til fiskeri, hvor dets tre spidser gjorde det lettere at spidde fiskene.
Djævelen (Lucifer) er også kendt for at benytte en trefork til sine ondskabsfulde gerninger. Ingen af disse gerninger indbefatter dog indfangning af fisk. Også Poseidon/Neptun (havets gud indenfor græsk og romersk mytologi) bruger en trefork.